# Насіха Капіджіч-Хаджіч
Насіха Капіджич-Хаджіч (6 листопада 1931 , Баня-Лука  — 22 вересня 1995 , Белград ) — боснійська поетеса, яка писала вірші для дітей. Її перша книжка для дітей «Маскарад в лісі» була опублікована в 1962 році.

## Біографія
Насіха Капіджич-Хаджіч народилася в боснійському місті Баня-Луці 6 грудня 1932 року. Хоча, деякі джерела стверджують, що вона народилася 6 листопада 1931 року. Її батько, Хаджич Алі-ефендія Капіджич, був старшим військовим імамом в армії Королівства Югославія, а на початку Другої світової війни він був першим підписантом знаменитої Резолюції мусульман Баня-Луки, яка була спрямована проти переслідування сербів та євреїв владою Незалежної Держави Хорватія (існувала в 1941—1945 роках).
В дитинстві Насіха перенесла операцію на нозі і довгий час носила гіпс, який прикував її до ліжка. Саме під час лікування 6-річна Насіха почала писати свої перші вірші.
Шкільну освіту отримала в Баня-Луці, потім вступила на філософський факультет Університету в Белграді, де здобула науковий ступінь. Якийсь час працювала вчителем у гімназії в Баня-Луці, потім переїхала до Сараєво. Тут вона працювала редакторкою освітньої та дитячої програм на Радіо Сараєво. Після цього Насіха продовжувала працювати у видавничій компанії «Веселін Маслеша», де до виходу на пенсію займала посаду редактора видань для дітей і молоді.

## Творчість
Насіха писала вірші для дітей, поетичні і прозові твори, драматичні тексти, рецензії і нариси з дитячої літератури. Її поетичні та прозові твори увійшли до ряду антологій, збірок та посбіників для учнів початкової школи. Також її вірші публікувалися і в шкільних підручниках. Написані нею п'єси були поставлені в радіовиставах і на театральній сцені.
- Везени мост, 1965.[8]
- Од змаја до витеза, 1970, 1981.
- Скривена прича, 1971.
- Посланица тиха, 1972.
- Кад си била мала, 1973.
- Сан о ливадици, 1974.
- Од твог града до мог града, 1975.[9]
- Глас дјетињства, 1975.
- Шаре мог шешира, 1977.
- Лилипут, 1977.
- Шаре дјетињства, 1977.
- Догађај у Лонципунуму, 1977.
- Лете, лете ласте, 1981.
- Врбаска успаванка, 1981.
- Дјечија позорница, 1982.
- Вујо, Вучко, Вук
- Крило и шапа
- Трчимо за сунцем
- Тај патуљак
- Пјетлић, сврака и прољеће[10]
- Сто вукова
- Шума и пахуљице
- Ненина башта
- Под бехаром моје јање спава
- Сјенице

## Особисте життя
Капіджич-Хаджіч мала дочку на ім'я Аїда.
Померла Насіха 22 вересня 1995 року на 63-му році життя.

## Ушанування пам'яті
Місце народження Насіхи Капіджіча Хаджіч у Баня-Луці було оголошено національним пам'ятником.
Щороку у липні в будинку та саду, де жила Насіха Капіджіч-Хаджіч у рамках маніфестації «Дні діаспори Баня-Луки» проводяться літературні зустрічі «Вишиті мости» (босн. Vezeni mostovi), названі на честь одного з віршів Насіхи Капіджич-Хаджич. Про важливість поетеси свідчить той факт, що була надрукована поштова марка з її зображенням.

## Нагороди
- Премія 27 липня
- Премія міста Сараєво Шостого квітня
- Премія «Веселін Маслеша»
- Дві нагороди від видавничої компанії «Svjetlost»[3][14]